# Campos Challenger 1982
Il Campos Challenger 1982 è stato un torneo di tennis facente parte della categoria ATP Challenger Series nell'ambito dell'ATP Challenger Series 1982. Il torneo si è giocato a Campos do Jordão in Brasile dal 19 al 25 luglio 1982 su campi in cemento.

## Vincitori

### Singolare
Mark Dickson ha battuto in finale  Egan Adams con il punteggio di 6–3, 6–4

### Doppio
Thomaz Koch /  Jose Schmidt hanno battuto in finale  Givaldo Barbosa /  João Soares con il punteggio di 6–2, 6–7, 7–6